# دانشگاه جوبا
دانشگاه جوبا (به عربی: جامعة جوبا‎) یک دانشگاه دولتی است که در جوبا در سودان جنوبی قرار دارد. این دانشگاه در ۱۹۷۵ برپایهٔ نیاز به سطح علمی بالاتر در جنوب سودان تأسیس شد. پس از دومین جنگ داخلی سودان در فاصلهٔ سال‌های ۱۹۸۳ تا ۲۰۰۵ دانشگاه به دلایل امنیتی و برای داشتن امکانات بهتر به خارطوم منتقل شد و در آن دوران دولت پذیرفت که نام آن را به دانشگاه ملی جوبا تغییر دهد اما پس از تلاش‌هایی که برای استقلال جنوب سودان صورت گرفت در ژوئیه ۲۰۱۱ این دانشگاه به جای اولش بازگشت.